# Vanuatustorfotshöna
Vanuatustorfotshöna (Megapodius layardi) är en hönsfågel i familjen storfotshöns som förekommer i Melanesien.

## Utseende och läten
Vanuatustorfotshönan har en storlek på 45 cm, svart och är en medlem av familjen storfotshöns med bar röd hud i ansiktet. Kycklingarna är först enfärgat bruna, sedan mörkare och med gula ben. Lätet är ett tvåstavigt ylande som följs av en serie kacklande ljud, totalt 4–5 sekunder långt.

## Utbredning och systematik
Fågeln förekommer i skogar i Vanuatu och på Banksön. Den behandlas som monotypisk, det vill säga att den inte delas in i några underarter.

## Status och hot
Arten har ett stort utbredningsområde, men tros minska i antal, dock inte tillräckligt kraftigt för att den ska betraktas som hotad. Internationella naturvårdsunionen IUCN listar arten som livskraftig (LC). Världspopulationen är relativt liten, uppskattad till mellan 5 000 och 20 000 vuxna individer.

## Namn
Fågelns vetenskapliga artnamn hedrar Edgar Leopold Layard (1824-1900), engelsk dipilomat verksam i Ceylon, Kapkolonin, Nya Kaledonien och Brasilien, men också naturforskare och artsamlare i Melanesien.

## Vanuatustorfotshönans Häckningsbeteende
Vanuatustorfotshönan (Megapodius layardi) har ett unikt häckningsbeteende som skiljer den från många andra fåglar. Här är en sammanfattning av dess mest framträdande strategier och anpassningar, baserat på aktuella forskningsresultat:

### Häckningsstrategier utan Högbyggande
Till skillnad från många andra storfotshöns bygger Megapodius layardi inte traditionella högar av växtmaterial. Istället använder den tre alternativa metoder för att värma sina ägg:
- Rotburkar: Äggen läggs i hålor mellan rötter av ruttnande träd, där nedbrytningsprocessen genererar värme.[6][7]
- Vulkanisk värme: På ön Ambrym utnyttjar fågeln geotermisk aktivitet och lägger ägg i jordhålor nära vulkaniskt uppvärmda områden.[6][7]
- Solvärmda stränder: Äggen grävs ner i sandiga stränder där solen naturligt värmer marken.[6][7]

### Häckning och Beteendemönster
Arten häckar ofta kolonivis, där flera honor lägger ägg i samma burk. Detta beror på begränsad tillgång till lämpliga häckningsplatser. En burk kan innehålla 20–100 ägg från olika honor, och äggen kläcks efter cirka 45 dagar. Hanarna ansvarar för att gräva och underhålla burkarna, medan honorna huvudsakligen fokuserar på äggläggning.